# Concerto pour piano no 2 de Saint-Saëns
Pour un article plus général, voir Concerto pour piano.
Pour les articles homonymes, voir Concerto pour piano (homonymie).
Le concerto pour piano no 2 en sol mineur op. 22 de Camille Saint-Saëns, composé en 1868. Il fut écrit en moins de trois semaines pour son ami le pianiste Anton Rubinstein. Lors de sa création, le 13 mai 1868 à Paris, le compositeur se mit au clavier et le pianiste à la direction. Le concerto est dédié à Madame A. de Villers, née de Haber.

## Mouvements
- Andante sostenuto
- Allegro scherzando
- Presto[1].

Durée : environ 25 minutes

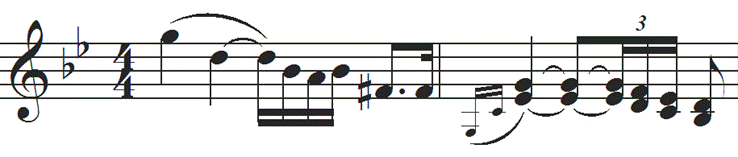
Thème principal du concerto.

Ce concerto pour piano a un plan classique en trois mouvements, le premier étant cependant un andante et commençant par un solo du pianiste rappelant les grandes improvisations pour orgue. L'écriture de ce mouvement, notamment la cadence d'introduction, illustre la volonté de Saint-Saëns d'utiliser dans ses œuvres les innovations de la facture instrumentale. Cette première cadence de soliste propose une écriture rappelant celle de l'orgue et destinée à un instrument aujourd'hui disparu : le piano-pédalier (piano à queue disposant d'un pédalier d'orgue permettant de jouer les basses avec les pieds).

Le second mouvement est un scherzo malicieux. Le dernier est une tarentelle effrénée et virtuose entre le soliste et l'orchestre.
Le thème principal de Star Wars, composé par John Williams, présente une certaine ressemblance avec le second thème du deuxième mouvement de ce concerto.

## Orchestration
| Instrumentation du concerto pour piano no 2                          |
| Clavier                                                              |
| piano (soliste)                                                      |
| Cordes                                                               |
| premiers violons, seconds violons, altos, violoncelles, contrebasses |
| Bois                                                                 |
| 2 flûtes, 2 hautbois, 2 clarinettes, 2 bassons                       |
| Cuivres                                                              |
| 2 cors, 2 trompettes                                                 |
| Percussions                                                          |
| timbales                                                             |

## Note
Ce concerto est évoqué et commenté, comme « musique de fond », tout au long du roman de Christian Charrière Les Vergers du ciel, dont le narrateur et héros, Tristan, est un jeune pianiste virtuose. Il est également un élément de l'intrigue du film Nocturne mettant en scène deux pianistes jumelles qui choisissent ce morceau pour une audition.

## Discographie sélective
- Benno Moiseiwitsch, piano, London Philharmonic Orchestra, dir. Basil Cameron. 1947, report CD Naxos 2002 et Royal Philarmonic Orchestra, dir. Sir Eugène Goossens, 1960, report CD Classica (Les introuvables) 2020 (3e mouvement).
- Arthur Rubinstein, piano, Orchestre de la Société des Concerts du Conservatoire, dir. Philippe Gaubert. 1939, report CD Testament 1998
- Emil Gilels, piano, State Symphony Orchestra of Russia, dir. Kiril Kondrashin. 1953, report CD Omega Classics 1998.
- Emil Gilels, piano, Orchestre de La Société des Concerts du Conservatoire, dir. André Cluytens. LP Columbia 1954, report CD Emi 2006 et SACD PRAGA digitals 2013.
- Arthur Rubinstein, piano, New York Philharmonic Orchestra, dir. Dimitri Mitropoulos (Live 19 avril 1953 - CD Guild Music 2009).
- Philippe Entremont, piano, Philadelphia Orchestra, dir. Eugene Ormandy (et le concerto pour piano no 4. LP Columbia Masterworks 1965.
- Grigory Sokolov, piano, URSS Symphony Orchestra, dir. Neimye Yarvy. LP Melodie Angel 1966.
- Arthur Rubinstein, piano, The Philadelphia Orchestra, dir. Eugene Ormandy. LP RCA Victor 1970 report CD Sony 2013.
- François-René Duchable, piano, Orchestre Philharmonique de Strsbourg, dir. Alain Lombard (et le concerto no 4). CD Erato 1982.
- Cécile Ousset, piano, City of Birmingham Symphony Orchestra, dir. Simon Rattle. CD EMI 1982.
- Bella Davidovich, piano, Concertgebouw Orchestra, Amsterdam, dir. Neeme Järvi. CD Philips Classics 1982.
- Cécile Licad, piano, London Philharmonic Orchestra, dir. André Prévin. CD CBS masterworks 1983.
- Arthur Rubinstein, piano, Symphony of the Air Orchestra, dir. Alfred Wallenstein (LP RCA Victor 1958 report CD BMG Classics 1996).
- Ruth Slenczynska, piano, Symphony of the Air Orchestra, dir. Henry Swoboda (LP Decca 1959 report DG Éloquence 2020).
- Malcolm Binns, piano, dir. Joseph Cooper (LP Classic pour tous).
- Moura Limpany, piano - London Philharmonic (Decca).
- Emmanuel Despax, piano, Orpheus Sinfonia, dir. Thomas Carroll. CD Signum classics
- Idil Biret, piano - Orchestre Philharmonia, dir. James Loughran (et le concerto no 4). CD Naxos 1998.
- Stephen Hough, piano - City of Birmingham Symphony Orchestra, dir. Sakari Oramo (intégrale des concertos pour piano et orchestre et Rapsodie d'Auvergne) 2 CD Hyperion 2000 - 2001. Gramophone Awards record of the year 2002. Diapason d'or, Choc Le Monde la Musique.
- Nicolaï Petrov, piano (Georges Bizet's single piano transcript, 1868). CD Olympia 2002.
- Franz Vorraber, piano - Anhaltische Philharmonie Dessau, dir. Golo Berg. CD Thoroffon (Bella Musica) 2003.
- Brigitte Engerer, piano - Ensemble orchestral de Paris, dir. Andrea Quin. CD Mirare 2008
- Howard Shelley, piano et direction, Orchestra of Opera North (en), CD Chandos 2009.
- Elisso Bolkavadze, piano - Tbillisi Symphony Orchestra, dir. Jansug Kakhidze. CD Cascavelle 2010.
- Nelson Freire, piano - Radio-Symphonie-Orchester Berlin, dir. Adam Fisher. Enregistrement live 1986. CD Audite Musikproduktion 2017.
- Louis Lortie, piano - Orchestre philharmonique de la BBC, dir. Edward Gardner (intégrale des concertos pour piano et orchestre, Allegro appassionato op.70, Rapsodie d'Auvergne op.73) (2 CD Chandos 2018-2019).
- Bertrand Chamayou, piano - Orchestre National de France, dir. Emmanuel Krivine (avec le Concerto pour piano no 5). CD Erato 2019. Gramophone Awards, Choc de Classica.
- Nathanaël Gouin, piano, (transcription pour piano seul de Georges Bizet, 1868). CD Mirare 2020.